# Římskokatolická farnost Cítoliby
Římskokatolická farnost Cítoliby (lat. Zittolibium) je církevní správní jednotka sdružující římské katolíky na území městyse Cítoliby a v jeho okolí. Organizačně spadá do lounského vikariátu, který je jedním z 10 vikariátů litoměřické diecéze. Centrem farnosti je kostel svatého Jakuba apoštola v Cítolibech.

## Historie farnosti
Datum založení farnosti není známo. Matriky jsou vedeny od roku 1663.

### Duchovní správcové vedoucí farnost
Začátek působnosti jmenovaného v duchovní správě farnosti od:
- 1682   Conradus Stephan Angst
- 1683   Wenceslaus Pelikán
- 1694   Innocentius Hibner
- 1700   Basilius Kolbasa
- 1701   Patricius Schluz
- 1704   Eustachius Rabl
- 1707   Innocentius Hibner
- 1724   Adalbertus Krzižáko
- 1725   Egidius Grover
- 1765   Wenc. Weiswold
- 1793   Ioann. Buba
- 1805   par. vacat
- 1806   Anton. Buchmayer
- 1807   Ioann. Seemann
- 1815   Adalb. Tischler, n. 25. 11. 1775 Litomericens, o. 12. 9. 1802, † 25. 9. 1828
- 1828   par. vacat, admin. Procop. Seifert
- 1838   Anton. Richter, n. 26. 3. 1792 Zittolieb., o. 24. 12. 1814, † 21. 3. 1855
- 1836   Wenc. Emich ,n. 1. 7. 1794 Budějovice, o. 24. 8. 1820, † 5. 1. 1861
- 1843   Franc. Kepler, n. 18. 12. 1790 Laun, o. 12. 8. 1815, † 27. 12. 1878
- 1846   par. vacat, admin. Jos. Dobitzer
- 1847   Wenc. Žitek, n. 3. 9. 1795 Stiahlav., o. 12. 8. 1821
- 1853   Proc. Seiffert, n. 4. 7. 1799 Lukov, o. 27. 8. 1825, † 18. 4. 1857
- 1856   par. vacat, admin. inter. Jos. Dobicer, n. 5. 10. 1811 Laun., o. 3. 8. 1838
- 1857   Jos. Chyský, n. 19. 8. 1813 Slaný, o. 29. 7. 1838
- 1863   par. vacat, admin. inter. Car. Schneider
- 1865   Joann. Stěch, n. 18. 5. 1825 Slaný, o. 27. 1. 1850
- 1874   Wenc. Brandejský, n. 2. 10. 1824 Všetaty, o. 29. 7. 1852
- 1882   par. vacat, admin. inter. Vinc. Brzobohatý
- 1883   Vinc. Brzobohatý, n. 1. 4. 1843 Dolánek, o. 15. 7. 1868, † 23. 10. 1907
- 1888   par. vacat, admin. inter. Jos. Havel
- 1889   Adam. Šavel, n. 24. 11. 1846 Zdaslav., o. 24. 7. 1870, † 17. 3. 1916
- 1899   par. vacat, admin. inter. Theod. Zeman
- 1900 Franc. Petr, n. 28. 11. 1853 Klenová, o. 22. 7. 1877
- 1917 Jacob. Havlíček, n. 12. 7. 1871 Horní Lukavice, o. 18.7. 1897
- 1922 Franc. Hrádek, n. 19. 7. 1880 Chrástiny, o. 14. 7. 1907,  † 9. 2. 1952
- 1930 par. vacat adm. inter. Wenc. Kvapil, n. 28.8. 1886, o. 2. 6. 1918
- 1934 Rudolph. Junek, n. 25. 10. 1882 Mnichovice, o. 29. 6. 1908
- 1. 8. 1947 Tomáš Holoubek
- 27. 8. 1953 František Malý
- 1. 6. 1985 Milan Bezděk
- 1. 7. 1990 Jiří Šulc
- 1. 9. 1992 Werner Horák, admin. exc. z Loun
- 1. 1. 2020 Vít Machek, admin. exc. z Loun
- 15. 3. 2023 Lukáš Hrabánek, admin. exc. z Loun
- 1. 10. 2023 Wojciech Szostek, admin. exc. z Loun[3]

Kromě kněží stojících v čele farnosti, působili ve farnosti v průběhu její historie i jiní kněží. Většinou pracovali jako farní vikáři, kaplani, katecheté, výpomocní duchovní aj.

## Území farnosti
Do farnosti náleží území obce:
- Blšany u Loun (Pschan[4])[p 2]
- Brloh (Bierloch)[p 2]
- Brodec (Brodetz)[p 2]
- Cítoliby (Zittolieb)[p 2]
- Chlumčany (Klumtschan)[p 2]
- Líšťany (Lischtian)[p 2]
- Senkov (Senkau)[p 2]
- Vlčí (Wolfsried)[p 2]

## Římskokatolické sakrální stavby na území farnosti
| | Fotografie | Stavba                     | Místo         | Bohoslužby                      | Zeměpisné souřadnice             | Status                     | Číslo kulturní památky           |
| Kostely | Kostely    | Kostely                    | Kostely       | Kostely                         | Kostely                          | Kostely                    | Kostely                          |
| --- | ---------- | -------------------------- | ------------- | ------------------------------- | -------------------------------- | -------------------------- | -------------------------------- |
| 1. |            | Kostel sv. Jakuba apoštola | Cítoliby      | bližší informace o bohoslužbách | 50°19′51″ s. š., 13°48′50″ v. d. | farní kostel               | 42559/5-1085 (Pk•MIS•Sez•Obr•WD) |
| 2. |            | Kostel sv. Havla           | Brloh         | bližší informace o bohoslužbách | 50°19′5″ s. š., 13°49′31″ v. d.  | filiální kostel, hřbitovní | 42595/5-1100 (Pk•MIS•Sez•Obr•WD) |
| 3. |            | Kostel sv. Klementa        | Chlumčany     | bližší informace o bohoslužbách | 50°20′6″ s. š., 13°50′38″ v. d.  | filiální kostel, hřbitovní | 43087/5-1146 (Pk•MIS•Sez•Obr•WD) |
| Kaple |            |                            |               |                                 |                                  |                            |                                  |
| 4. |            | Kaple Panny Marie          | Senkov        | bližší informace o bohoslužbách |                                  | hřbitovní kaple            | —                                |
| 5. |            | Kaple sv. Václava          | Vlčí          | bližší informace o bohoslužbách | 50°19′59″ s. š., 13°51′11″ v. d. | kaple                      | —                                |
| 6. |            | Kaple Panny Marie          | Líšťany       | bližší informace o bohoslužbách |                                  | zámecká kaple              | —                                |
| 7. |            | Kaple                      | Blšany u Loun | bohoslužby příležitostně        |                                  | kaple                      | —                                |
| 8. |            | Kaple                      | Brodec        | bohoslužby příležitostně        |                                  | kaple                      | —                                |
| Některé drobné sakrální stavby a pamětihodnosti lze dohledat zde v databázi Drobné sakrální památky Zaniklé sakrální stavby lze dohledat zde v databázi Poškozené a zničené kostely, kaple a synagogy v České republice |            |                            |               |                                 |                                  |                            |                                  |

Ve farnosti se mohou nacházet i další drobné sakrální stavby, místa římskokatolického kultu a pamětihodnosti, které neobsahuje tato tabulka.

## Příslušnost k farnímu obvodu
Z důvodu efektivity duchovní správy byl vytvořen farní obvod (kolatura) farnosti – děkanství Louny, jehož součástí je i farnost Cítoliby, která je tak spravována excurrendo.

## Galerie

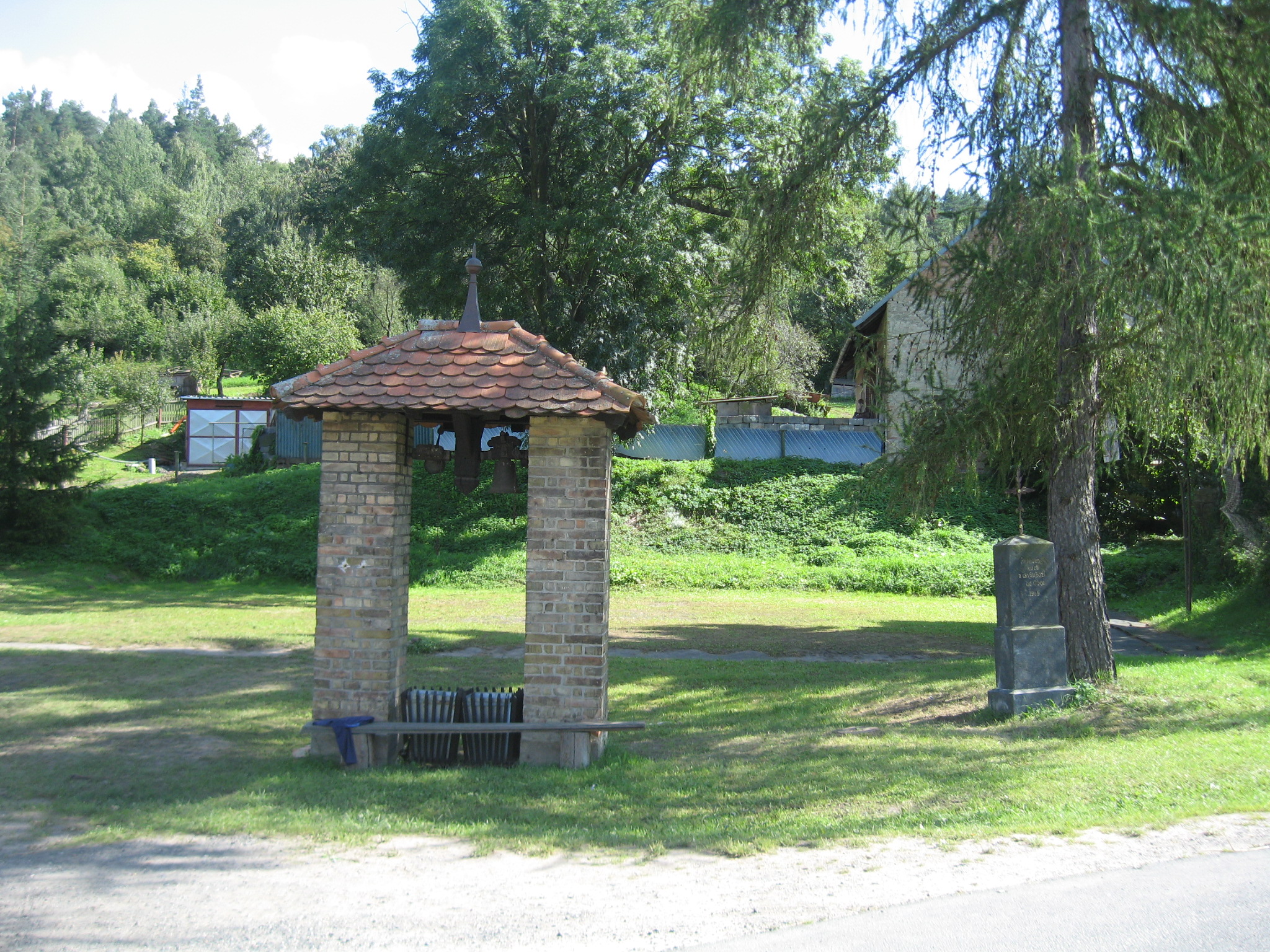
Zvonička a kříž z roku 1909 v Brodci
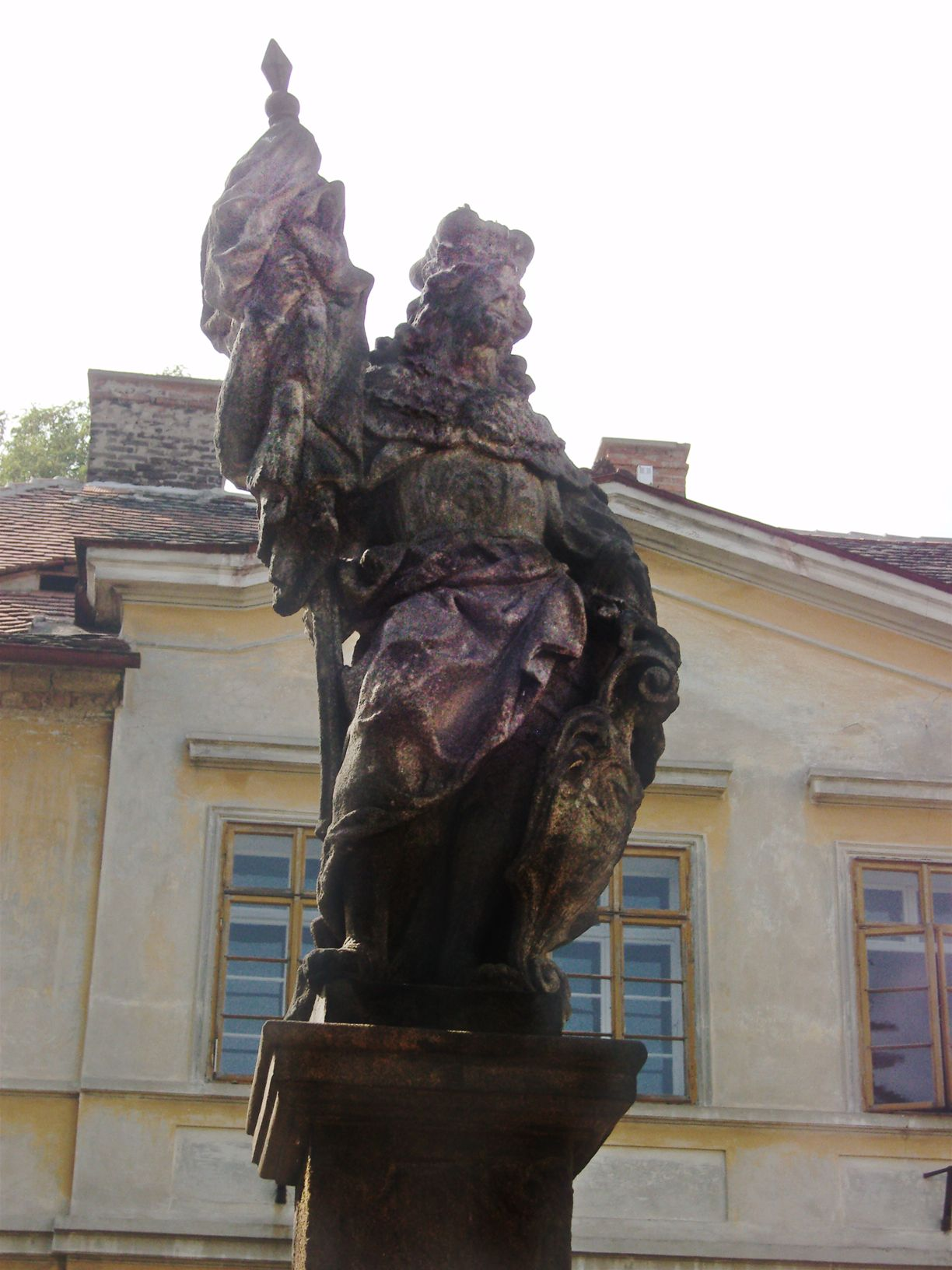
Socha sv. Václava v Cítolibech
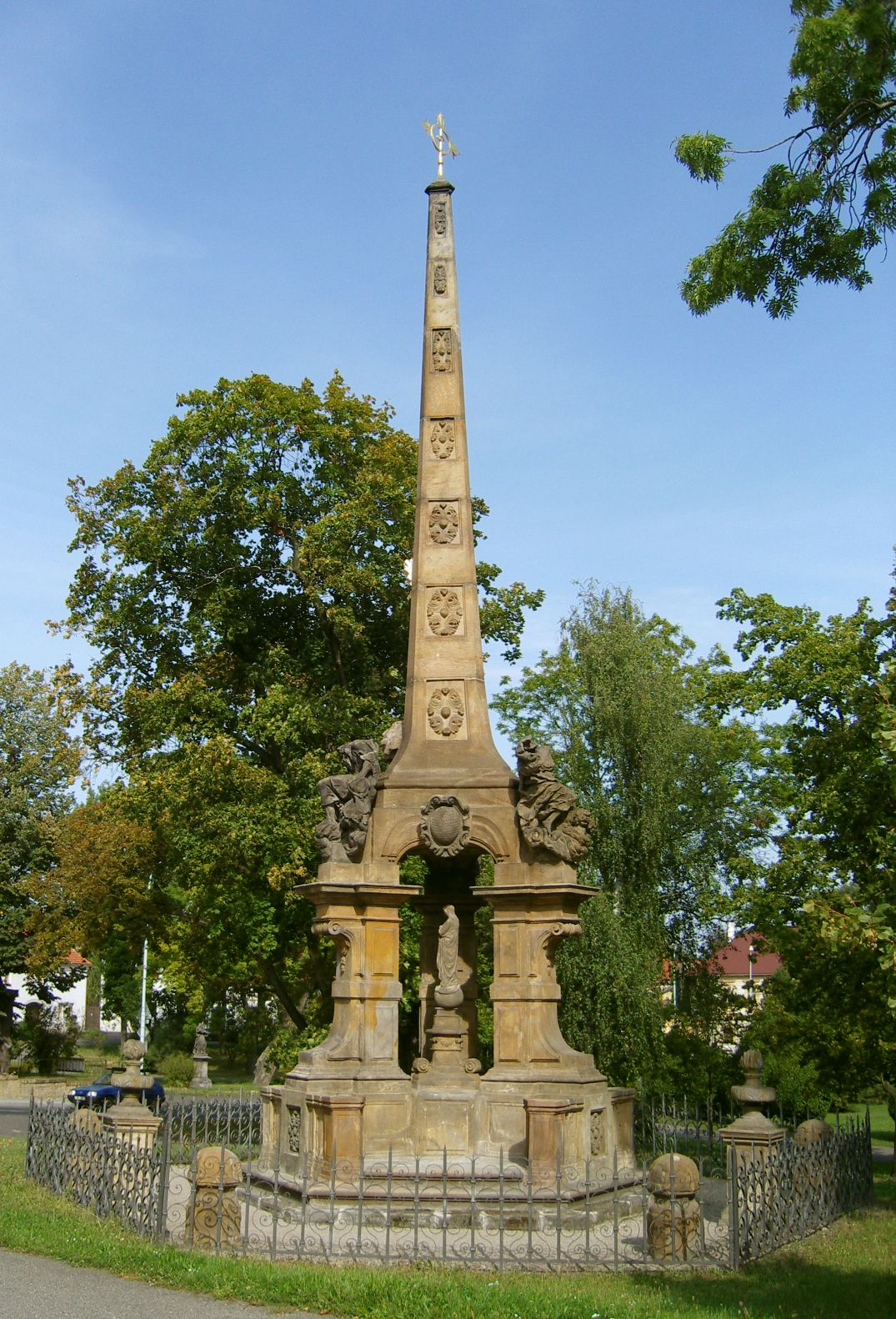
Sloup Nejsvětější Trojice v Cítolibech
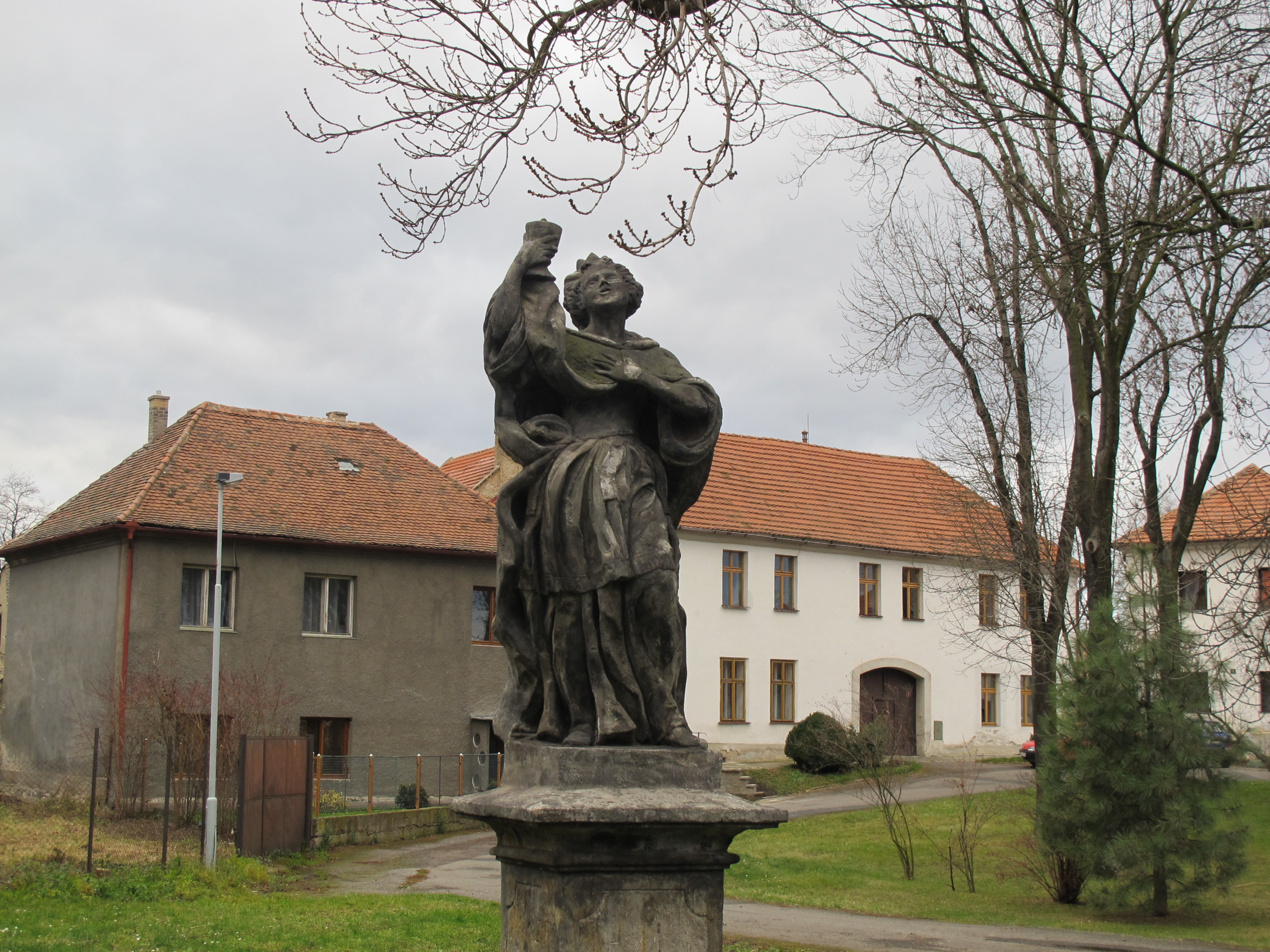
Socha sv. Barbory v Cítolibech
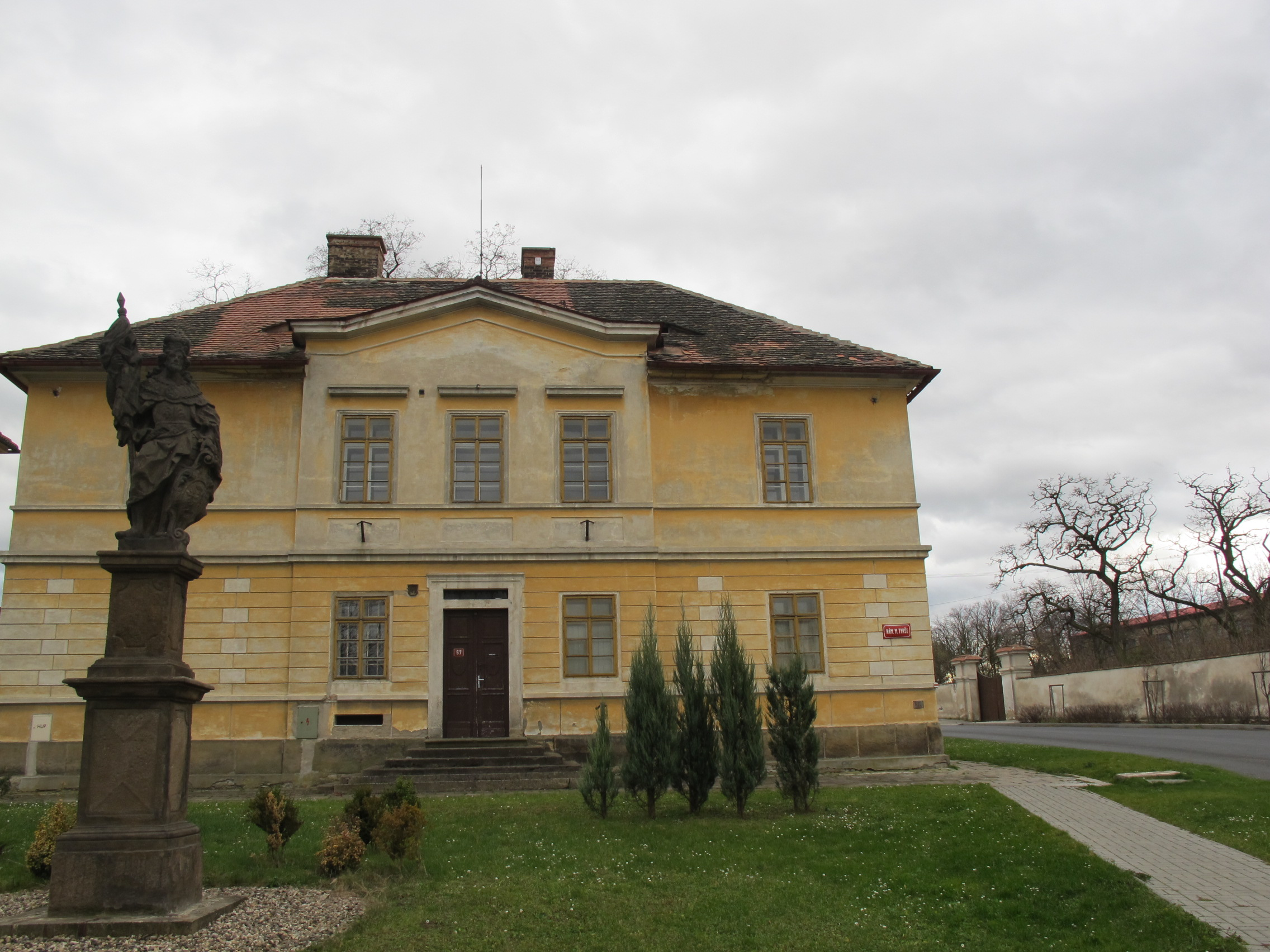
Cítolibská fara
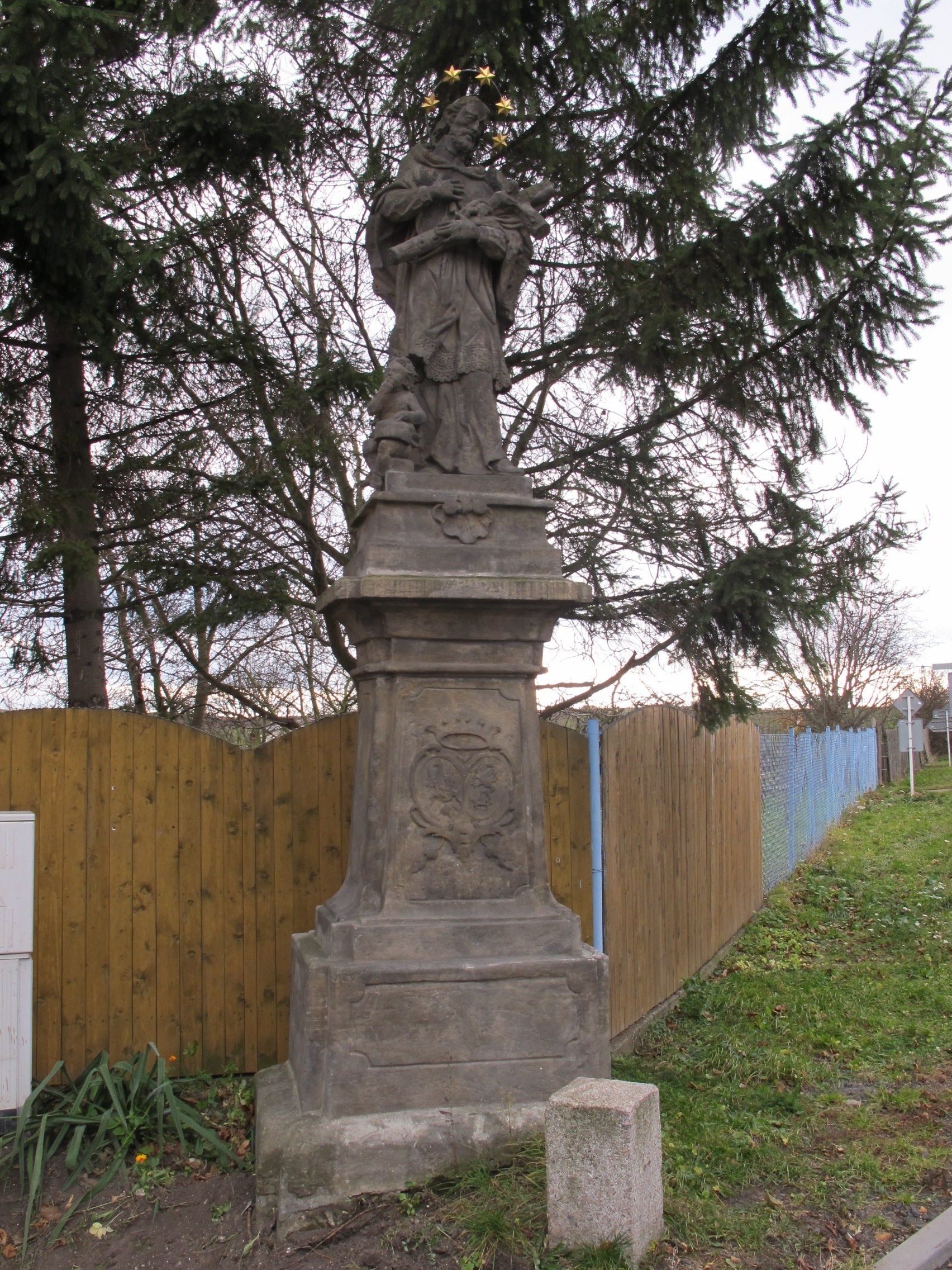
Socha sv. Jana Nepomuckého v Cítolibech
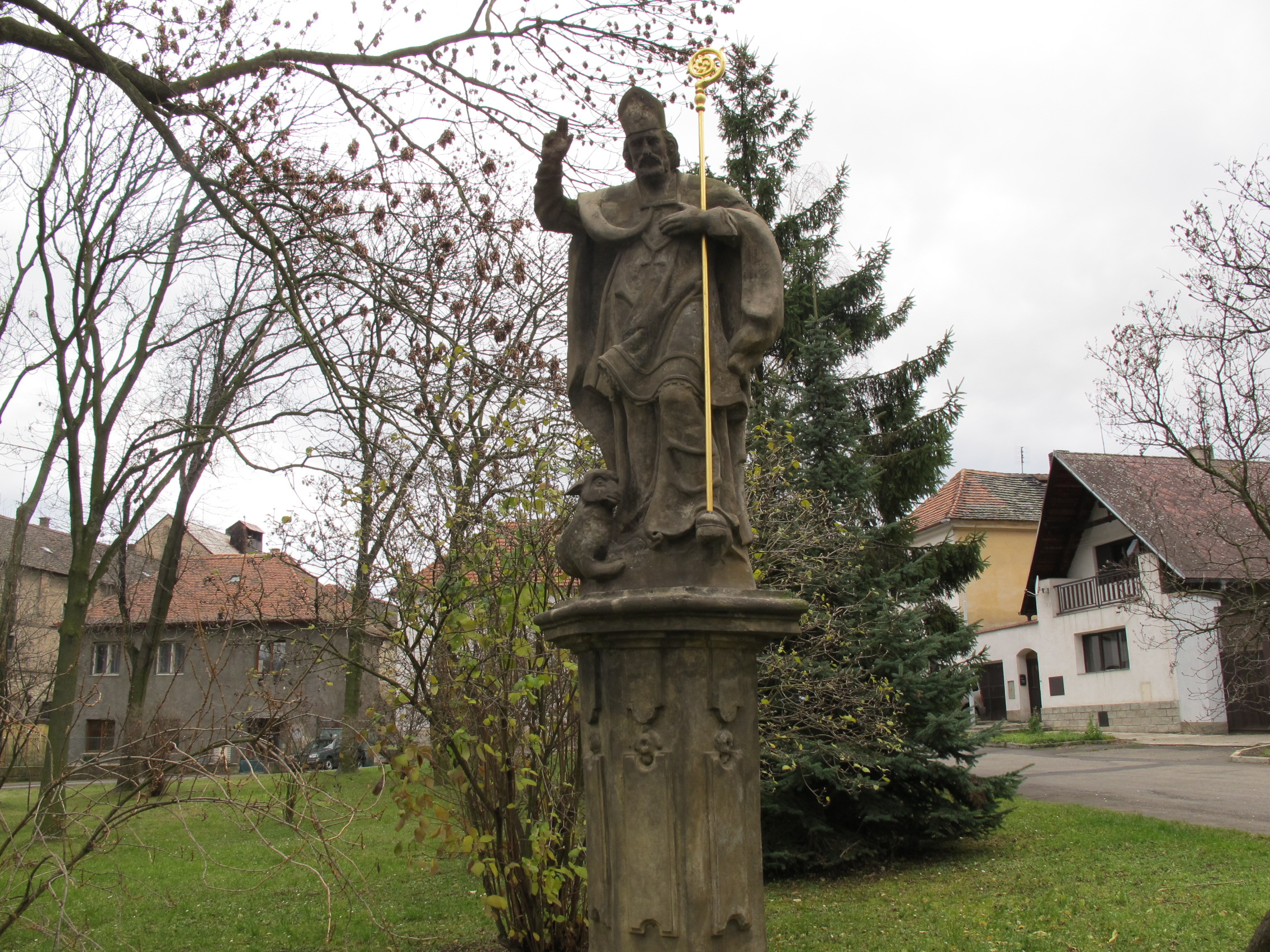
Socha sv. Linharta v Cítolibech
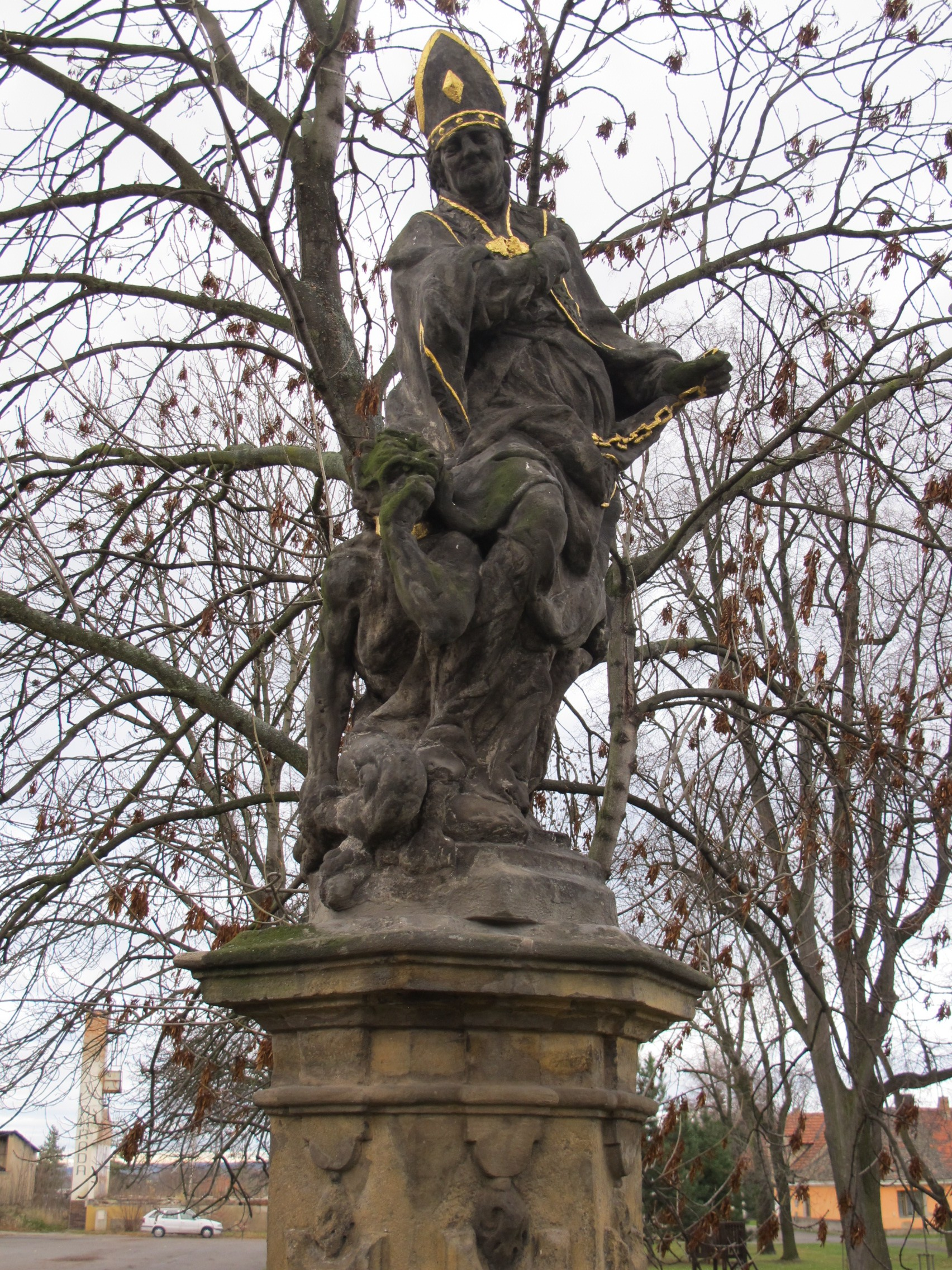
Socha sv. Prokopa v Cítolibech
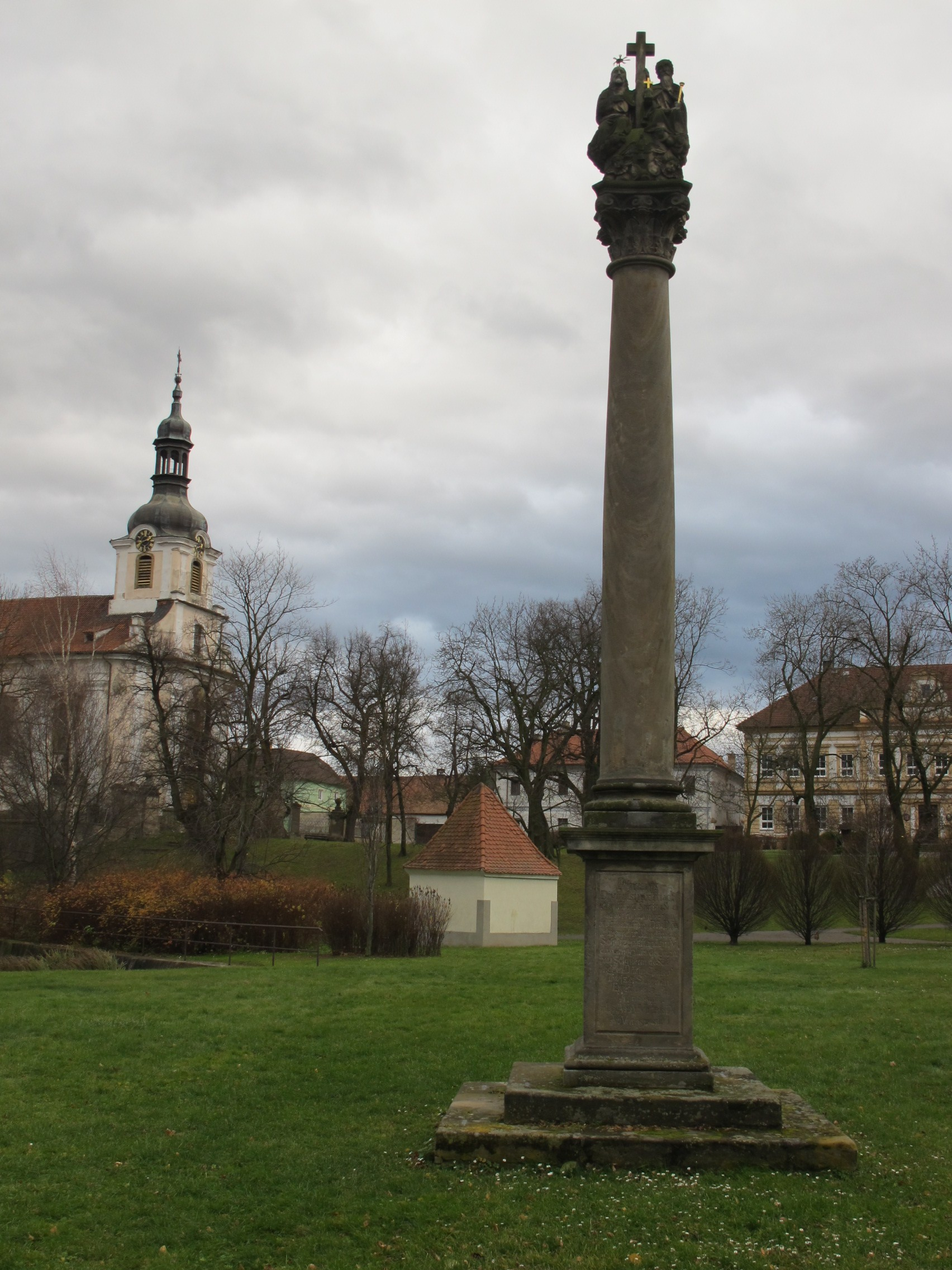
Cítolibský sloup Nejsvětější Trojice z roku 1680
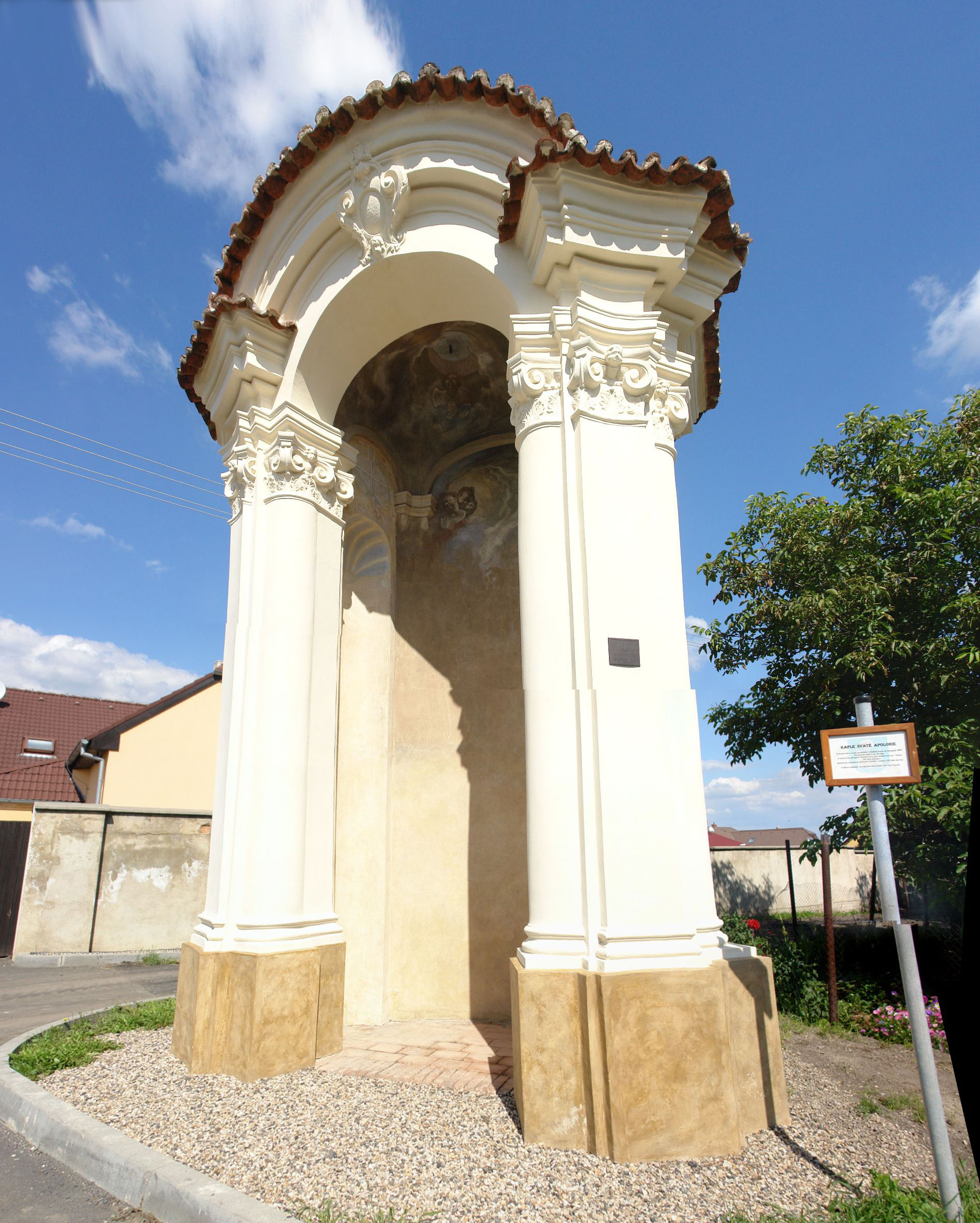
Výklenková kaplička sv. Apolonie v Cítolibech
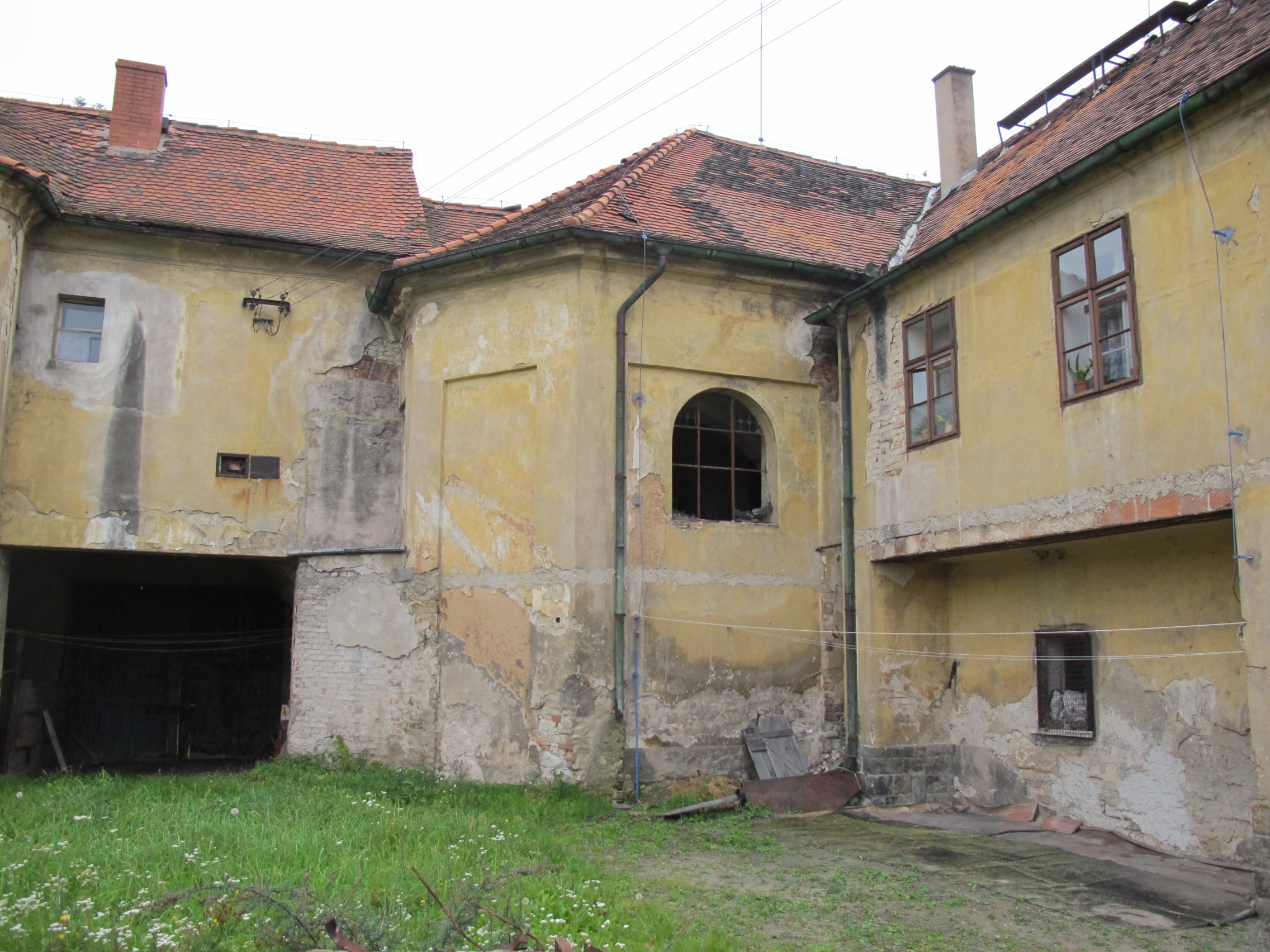
Presbytář kaple sv. Jana a Pavla v hospodářském dvoře v Líšťanech
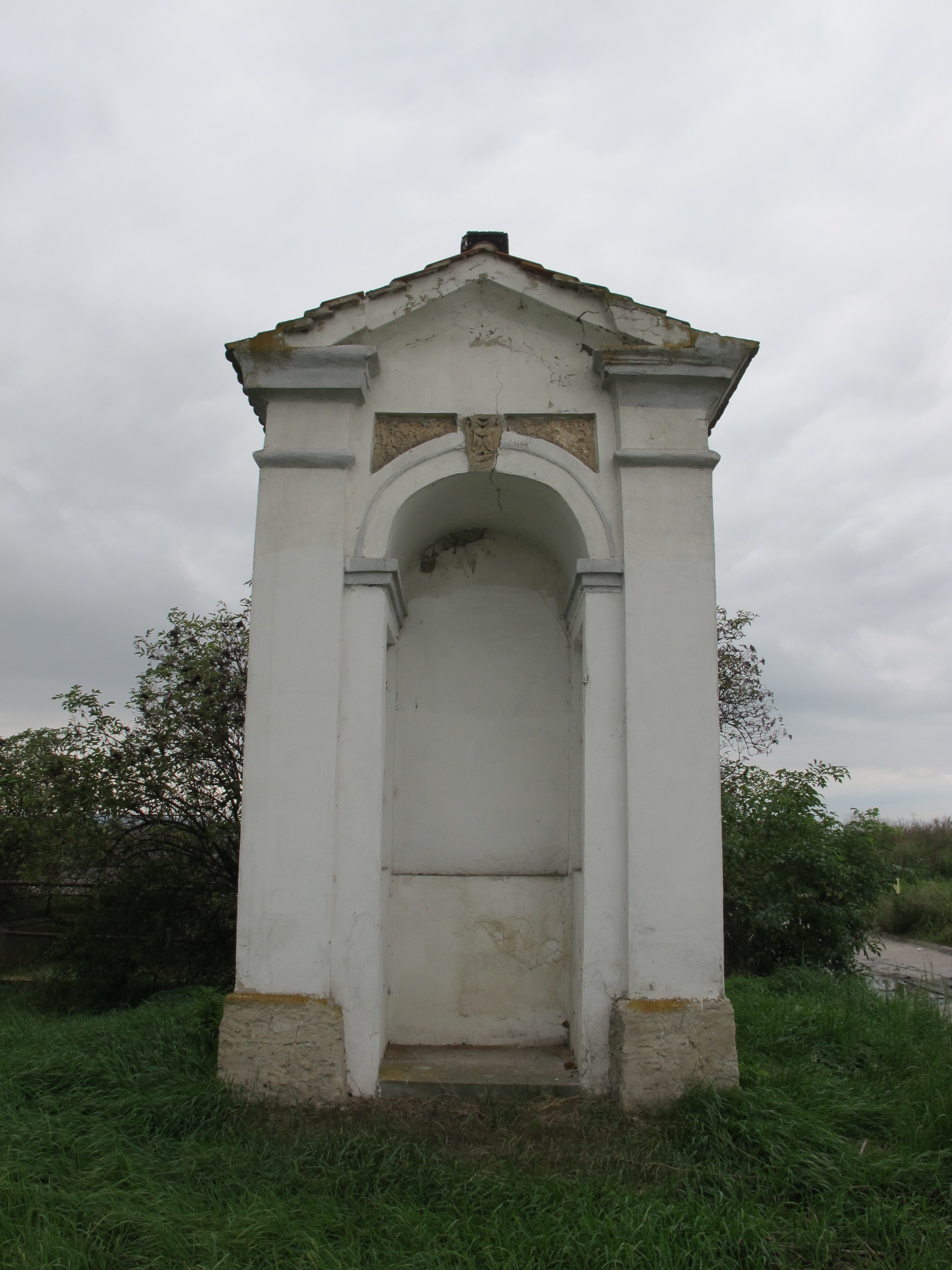
Výklenková kaplička u Líšťan
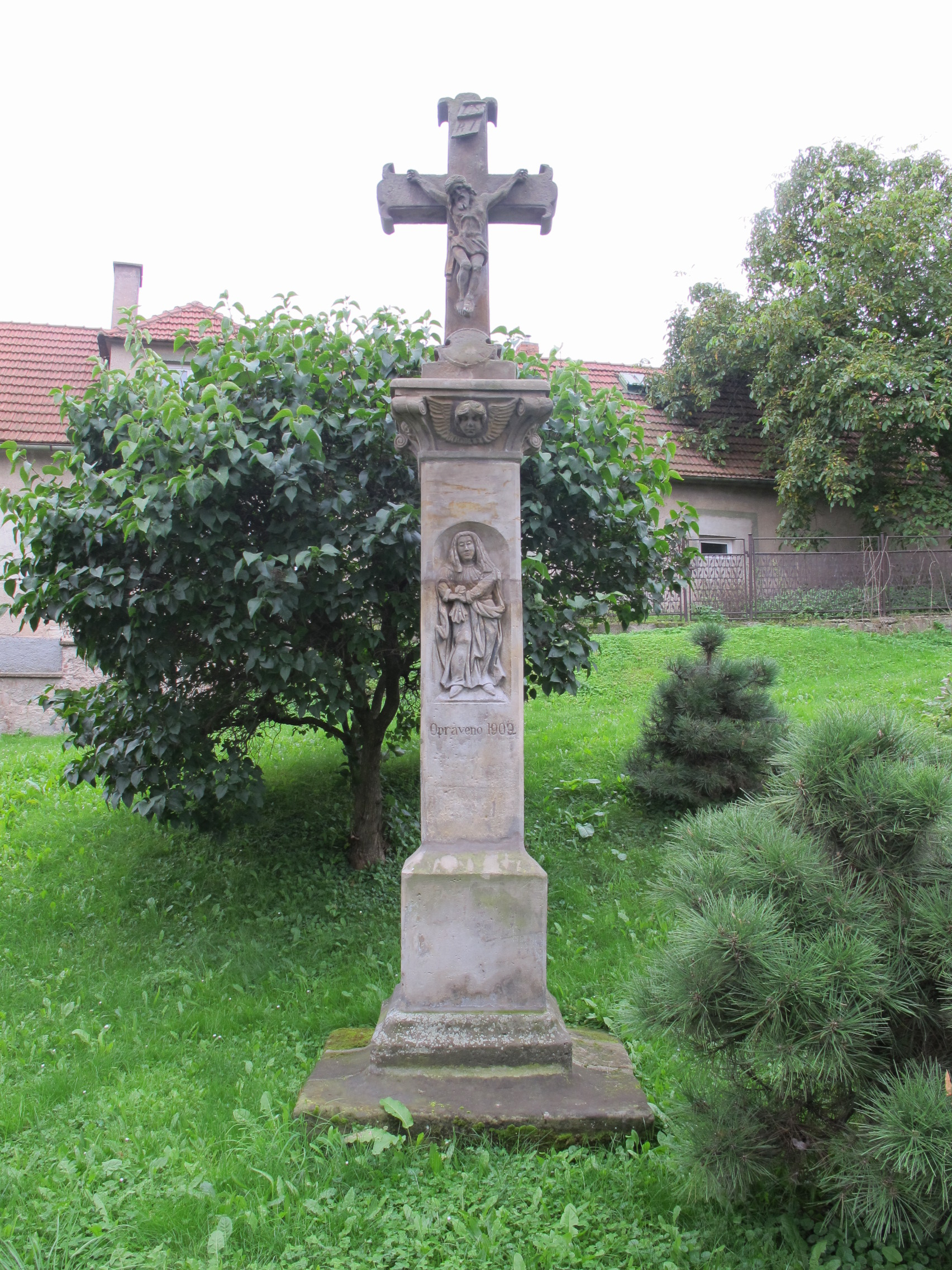
Kříž s reliéfem Panny Marie v Líšťanech